# 사비노 바리나가
사비노 바리나가 알베르디(스페인어: Sabino Barinaga Alberdi; 1922년 8월 15일, 바스크 주 두랑고 ~ 1988년 3월 19일, 마드리드 주 마드리드)는 스페인의 전직 축구 공격수이자 감독이다.
그는 13 시즌 동안 205번의 라 리가 경기에 출전해 92골을 기록했고, 주로 레알 마드리드에서 활약했다. 그는 이후 감독이 되어 거의 25년 동안 여러 구단의 지휘봉을 잡았다.

## 선수 경력
바리나가는 비스카이아 도 두랑고 출신으로, 스페인 내전이 발발하자 청소년기에 그의 세 남매들 중 둘과 함께 잉글랜드로 건너갔다. 그와 함께 1937년에 잉글랜드로 피난간 이들 중에는 나중에 축구계에 입문한 이들이 있었는데, 이들 중에는 에밀리오 알데코아, 호세 가예고, 그리고 라이문도 레사마가 있었다. 그는 인근 학교에서 축구를 하다가 사우샘프턴의 눈에 띄었고, 1년 동안 구단의 2군에서 활약하여 62번 골망을 흔들었다.
그는 자국에서의 전쟁이 끝나고 또다른 전쟁이 발발하면서 다시 스페인에 복귀했는데, 바리나가는 바스크의 거함 아틀레틱 빌바오의 제의를 거절하고 대신 레알 마드리드로 이적하였다. 우측 안쪽 공격수를 맡은 그는 1940년 4월 28일에 1-3으로 패한 아틀레틱 빌바오와의 라 리가 원정 경기에서 신고식을 치렀고, 이 경기는 그의 이 시즌에 출전한 처음이자 마지막 경기였다.
1943년부터 1945년까지, 그는 거의 2년 동안 세군다 디비시온의 바야돌리드로 임대되어 활약했고, 바리나가는 48번의 경기에서 38번의 리그 득점을 올렸지만, 머랭 군단은 트로피를 추가하지 못했다. 1947년 12월 14일, 그는 포르투갈의 오스 벨레넨스스를 상대로 한 경기에서 산티아고 베르나베우 1호골을 득점해 3-1 승리를 공헌했고, 9년 동안 마드리드의 선수로 활약하며 3번의 주요 대회 우승을 거두었는데, 이 중 2번은 코파 델 헤네랄리시모 결승전이었고, 바리나가는 3-1로 이긴 발렌시아와의 1946년 결승전에 득점을 신고했다. 1943년 6월 13일, 그는 불과 13분 만에 4골을 퍼부으며 마드리드가 바르셀로나를 상대로 한 국내 컵대회 준결승전에서 11-1 대승을 견인해, 마드리드의 레스 코르츠에서의 1차전 0-3을 극복했다.
바리나가는 1950년에 자유 계약으로 레알 마드리드를 떠났는데, 마드리드에서의 마지막 해에 주로 중앙 수비수로 활약했다. 그는 이어서 고향 바스크 연고의 레알 소시에다드에서 3년 동안 1부 리그에서 더 활약했다. 1954년 여름, 그는 스스로 요청해서 선수단을 떠나 베티스로 이적하였고, 그 곳에서 선수 생활의 마침표를 찍었다.

## 감독 경력
바리나가는 그가 선수 말년을 보낸 구단에서 감독일을 시작했다. 1957-58 시즌, 그는 1부 리그의 오사수나 감독을 맡았고, 이어 지는 10여 년 동안 대체로 1부 리그 감독을 맡았다. 1961-62 시즌, 그는 말라가를 2부 리그에서 1부로 승격시켰지만, 이듬해에 강등당했는데, 베티스 또한 1967-68 시즌에, 마요르카도 1969-70 시즌에 강등당했다.
국외로 떠난 바리나가는 몇 달 동안 멕시코의 아메리카 감독을 맡았고, 이후 나이지리아와 모로코의 국가대표팀 감독을 맡았다. 그가 은퇴하기 전에 맡은 감독직은 오비에도였는데, 그는 몇 년 전까지 1부 리그 경험이 있었지만, 소속 구단의 1977-78 시즌 강등 결말을 바꾸지는 못했다.

## 최후
1988년 3월 19일, 바리나가는 향년 65세로 마드리드에서 심장 질환으로 영면에 들었다. 그는 시내 알무데나 공동묘지에 묻혔다.

## 수상
레알 마드리드
- 코파 델 헤네랄리시모: 1946,[6] 1947[8]
- 코파 에바 두아르테: 1947[9]